# Динамо (станция метро, Москва)
«Дина́мо» — станция Московского метрополитена на Замоскворецкой линии. Связана пересадкой со станцией «Петровский парк» на Большой кольцевой линии. Расположена в районе Аэропорт (САО) вдоль Ленинградского проспекта у одноимённого стадиона, по которому и получила своё название. Открыта 11 сентября 1938 года в составе участка «Площадь Свердлова» (ныне «Театральная») — «Сокол» (вторая очередь строительства). Пилонная трёхсводчатая станция глубокого заложения с одной островной платформой, на момент постройки — самая глубокая станция метрополитена в Москве.

## История

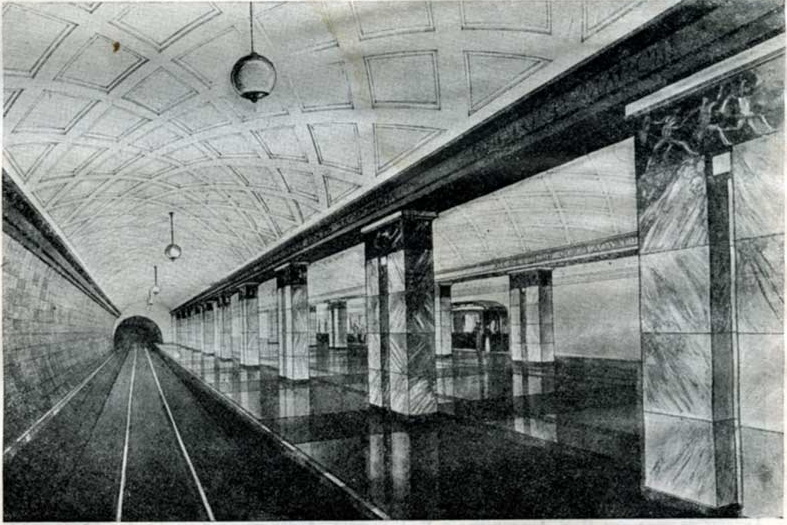
Проект станции «Динамо» (1935 год)

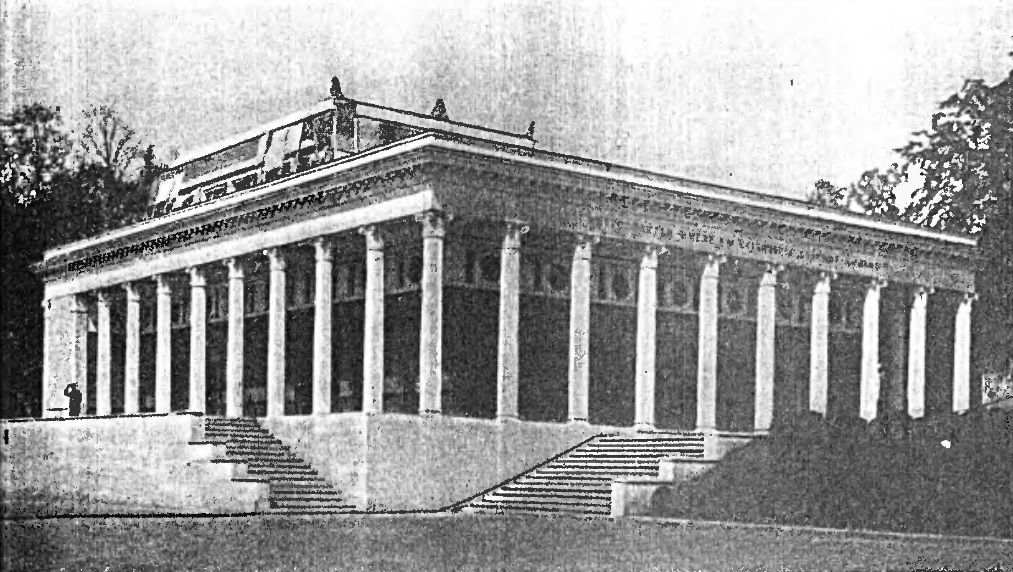
Вестибюль станции «Динамо» (1939 год)

План строительства линии метро вдоль современного Ленинградского проспекта появился в 1932 году. В генеральном плане реконструкции Москвы 1935 года было окончательно утверждено расположение будущей станции метро «Динамо». В первоначальном проекте станция называлась «Стадион Динамо» в честь расположенного рядом стадиона «Динамо», вмещавшего на тот момент 25 000 зрителей.
Согласно первоначальному проекту 1935 года, составленному архитекторами Я. Г. Лихтенбергом, Ю. А. Ревковским, станция должна была выглядеть иначе. Предполагалось, что своды станции будут опираться на два ряда металлических колонн, отделанных светло-зелёным мрамором и украшенные бронзовыми барельефами на спортивные темы. В отделке вестибюлей станции планировалось использовать фото-фрески.
Строительство станции осуществлялось закрытым способом. При проходке среднего зала применялось искусственное замораживание. Особое внимание уделялось подбору облицовочных плит пилонов станции. Спуск мраморных плит в шахту осуществлялся только после того, как они были тщательно подобраны и утверждены архитектором наверху.
Открытие станции «Динамо» состоялось 11 сентября 1938 года. Станция вошла в состав участка «Сокол» — «Площадь Свердлова» (ныне «Театральная») второй очереди строительства, после ввода в эксплуатацию которого в Московском метрополитене стало 22 станции. Два наземных вестибюля станции, построенные около стадиона «Динамо», были рассчитаны на обслуживание больших пассажиропотоков во время спортивных соревнований. Главным мотивом в оформлении станции стал советский спорт.
В 1940 году физики Г. Н. Флёров и К. А. Петржак выбрали станцию метро «Динамо» в качестве места проведения наблюдений за распадом урана, так как большая глубина могла защитить от космических помех. В результате экспериментов, проводимых на станции в ночное время, физиками было открыто спонтанное деление ядер урана.
Во время Великой Отечественной войны станция «Динамо» служила бомбоубежищем, как и другие станции московского метро. Известен случай, когда после объявления воздушной тревоги при входе на станцию произошла давка, в результате которой пострадали не менее 10 человек.
В 1998 году были заменены эскалаторы в северном вестибюле станции «Динамо». В 2001 году проводились работы по замене эскалаторов и реконструкция южного вестибюля (открыт 28 декабря). В 2004 году на станции проводилась реконструкция, в ходе которой асфальтовое покрытие посадочных платформ было заменено на гранитное.
С 26 февраля 2018 года организована бесплатная наземная пересадка на открывшуюся в этот день по соседству станцию «Петровский парк» Большой кольцевой линии. Подземная пересадка открылась 29 декабря 2020 года.

## Архитектура и оформление

### Вестибюли
У станции два наземных вестибюля, выход из которых осуществляется на Ленинградский проспект и к стадиону «Динамо» (архитектор Д. Н. Чечулин). Два зеркально отражённых прямоугольных строения в античном стиле окаймлены колоннадой круглых коринфских колонн. Каждый вестибюль имеет выходы с трёх сторон (третий выход в каждом вестибюле закрыт). В вестибюлях расположены кассы метро.
Первоначально полный проект станции вместе с вестибюлями был выполнен Лихтенбергом и Ревковским, однако разработанный ими цилиндрический стеклянный вестибюль на гранитном основании, с раскинутыми по диагонали порталами входа и выхода, сочли слишком авангардным и к проектированию наземных сооружений привлекли Дмитрия Чечулина, уже имевшего к тому времени опыт строительства станций в многолюдных местах. При проектировании вестибюлей Чечулин вдохновлялся впечатлениями от большого турне по Италии и Греции, из которого он недавно вернулся.
Наземные павильоны станции «Динамо» стали самыми крупными подобными сооружениями среди всех довоенных станций Московского метрополитена. Отличительной особенностью вестибюлей является и их красочная внешняя архитектура, которая значительно богаче внутреннего оформления.
Вестибюли поставлены на возвышении по оси главного портика стадиона и окружены широкими лестницами с системой террас и гранитными ступенями. Колонны вестибюлей, выполненные из подмосковного известняка, венчают развитые капители. Карнизы декорированы лепниной. Изнутри вестибюли облицованы светлым узбекским мрамором «газган».
В части павильона, к которой примыкает эскалатор, имеется надстройка, окружённая скульптурным фризом на спортивные темы (скульптор Елена Янсон-Манизер). Изнутри это возвышение представляет собой стеклянный купол. Вестибюли соединяются со станцией двумя трёхленточными эскалаторами модели ЭТ-3М (длина каждого — 80 метров).
В сентябре 2018 года на террасе северного вестибюля были найдены фрагменты старого мраморного пола из мозаики, который с 1980—1990-х годов был скрыт под слоем асфальта. Мраморную мозаику планируется отреставрировать. В ходе дальнейшей работы на южном вестибюле реставраторы надеются обнаружить такой же пол.
С 21 февраля 2021 года южный вестибюль станции был закрыт для проведения реставрационных работ по восстановлению внешнего вида на момент открытия станции в 1938 году.
20 февраля 2022 года, по завершении реставрационных работ, южный вестибюль станции вновь заработал для пассажиров.
| - Северный вестибюль (слева) и вход на станцию Большой кольцевой линии «Петровский парк» - Южный вестибюль |

### Станционные залы
Тема архитектурно-художественного оформления станции — советский спорт. Этой идее соответствует сдержанность оформления, простота и ясность форм и хороший рисунок деталей.
Конструкция станции — пилонная трёхсводчатая глубокого заложения (глубина заложения — 40 метров). Нефы станции отделены друг от друга, и главное объёмно-пространственное значение приобретает центральный зал. Своды трёх залов станции опираются на мощные кубические пилоны с гладкими стенами в проходах и двумя выступами в продольных стенах залов. Пилоны облицованы уральским мрамором «Тагил», отличающимся разнообразием рисунка, фактуры и большим количеством оттенков — от густо-красного до жемчужно-серого. Выступы пилонов увенчаны декоративными капителями. На эти капители опираются стрельчатые распалубки нефов. Поднимаясь вверх, распалубки пересекаются посередине сводов. В этих точках пересечения подвешены стеклянные шаровые люстры в бронзовой оправе.
По бокам пилонов установлены мраморные скамьи с деревянными сидениями. Стены пилонов, представляющие собой спинки скамей, декорированы ковровым рисунком из мрамора и оникса. Эти спинки завершаются горизонтальными полосами из полупрозрачного подсвеченного изнутри агамзалинского оникса (травертина) месторождения Агамзалы, за которым расположены вентиляционные решётки.
В отделке путевых стен использовались оникс, белый и серый мрамор; глухие стены станции отделаны мраморовидным известняком. Боковые стены, расположенные над путями, облицованы серой керамической плиткой пирамидальной поверхности.
Пол в центральном зале выложен плитами розового и серого гранита; покрытие боковых залов также гранитное. Изначально пол центрального зала был набран из мраморной мозаики, в виде чередующихся тёмных кругов и квадратов на светлом фоне, а боковые залы имели асфальтовое покрытие.
Центральный и боковые залы станции декорированы барельефами в виде тондо. В верхних частях пилонов размещены фарфоровые медальоны, общее количество 60 (из них 23 различных медальона; ранее их насчитывалось 24, но при установке гермозатворов были утрачены несколько барельефов, в том числе медальоны «спортсменка со скакалкой»). Медальоны были изготовлены на Ленинградском фарфоровом заводе по образцам скульптора Елены Янсон-Манизер. На медальонах изображены аллегории 21 вида соревнований, по которым проводилась Спартакиады народов СССР: метание диска, теннис, штанга, скалолазание, конькобежный спорт, бокс, хоккей с шайбой, лыжный спорт, ручной мяч, художественная гимнастика, спортивная гимнастика (бревно), спортивная гимнастика (конь), спортивная гимнастика (брусья), футбол, горные лыжи, толкание ядра, метание копья, мужское фигурное катание, женское фигурное катание, бег с барьерами, гиревой спорт. Для некоторых барельефов прототипами служили реальные спортсмены. Например, конькобежка — это Мария Исакова, а футболист — Григорий Федотов. На первом от южного выхода медальоне с изображением горнолыжника есть надпись: «Янсон-Манизер, 1933».
В мраморовидном известняке, который использовался в облицовке станции, можно найти множество окаменелостей морских организмов мелового периода. В частности, там можно рассмотреть большое количество кораллов. Встречаются также окаменевшие раковины брюхоногих моллюсков и брахиопод (см. Окаменелости в Московском метрополитене).
Архитекторы станции — Я. Г. Лихтенберг и Ю. А. Ревковский. Инженер-конструктор — А. Ф. Денищенко. Строительство станции выполнила Шахта 84-85 Мосметростроя (руководители А. Барышников, П. Сметанкин). Перронный зал станции метро «Динамо» и её наземные вестибюли являются выявленными объектами культурного наследия города Москвы.
| - Вид между проходами на платформы через центральный зал - Скамейка - Табличка на путевой стене |

#### Барельефы
| Боксёр | Штангист | Гиревой спорт | Бегун | Метательница диска | Метательница диска | Метатель ядра | Метательница гранаты | Футболист | Футболист | Хоккеист | Гандболист |

| Теннисистка | Конькобежка | Лыжник | Горнолыжник | Альпинист | Гимнастка на бревне | Гимнастка на брусьях | Гимнаст на коне | Гимнастка с лентой | Фигуристка | Фигурист |

### Переход на Большую кольцевую линию
Переход на станцию Петровский Парк Большой Кольцевой линии расположен в центре зала над восточной стороной станционного зала  — аналогично, как на станции Театральная имеется в центре зала лестница мостового перехода на станцию Площадь Революции Арбатско-Покровской линии. Во второй половине 2000-х годов появился план строительства в Москве Третьего пересадочного контура метро (Большой кольцевой линии), который призван разгрузить Кольцевую линию. В конце 2011 года начались работы по строительству участка контура от станции «Деловой центр» до станции «Савёловская». 26 февраля 2018 года был открыт первый участок новой Большой кольцевой линии с конечной станцией «Петровский парк», через которую осуществляется пересадка на станцию «Динамо». В связи со сложной гидрогеологической обстановкой подземный переход между станциями открылся только 29 декабря 2020 года, до этого пассажиры пользовались временным наземным переходом — пересадка при прохождении турникета была бесплатной и не влияла на возможность пересадки на МЦК. Пересадочный узел сооружён по проекту архитекторов А. Ю. Орлова, Д. Ю. Хохлова, В. А. Некрасова, конструкторов П. И. Касаткина, Д. С. Кокошко. Стены лестниц перехода облицованы мрамором «Брекчия Перниче» (Breccia Pernice), текстура которого похожа на мрамор пилонов станции «Динамо».
| - Строящийся переход на станцию «Петровский парк» в феврале 2018 года - Лестничные сходы перехода из центрального зала - Прибывающий поезд под лестницами перехода - Один из проходов в центральный зал с фотографиями процесса строительства перехода |

### Протечка на станции

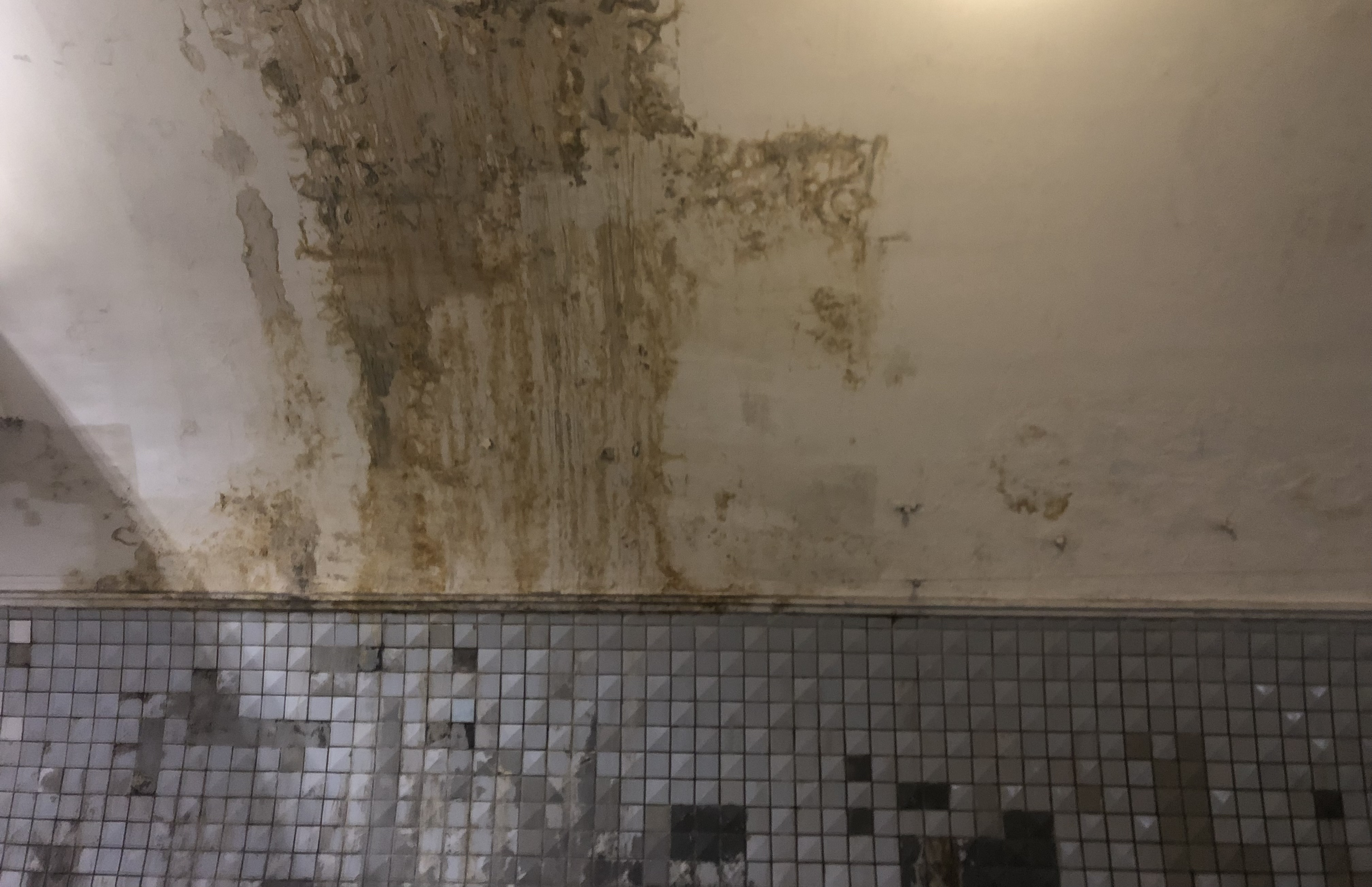
Повреждённый участок путевой стены

По открытии перехода на БКЛ началась течь на станции «Динамо», в декабре 2021 года ставится защитный экран потолка, за которым будут вести борьбу с течью. В результате протечек под угрозой разрушения оказались исторические барельефы станции «Динамо». Ремонтные работы на станции начали летом 2022 года без её закрытия для пассажиров. В 2024-2025 годах планируется закрыть станцию на капитальный ремонт.

## Станция в цифрах
- Код станции — 036[1].
- Глубина заложения — 40 метров[9].
- Длина платформы — 155 метров[5].

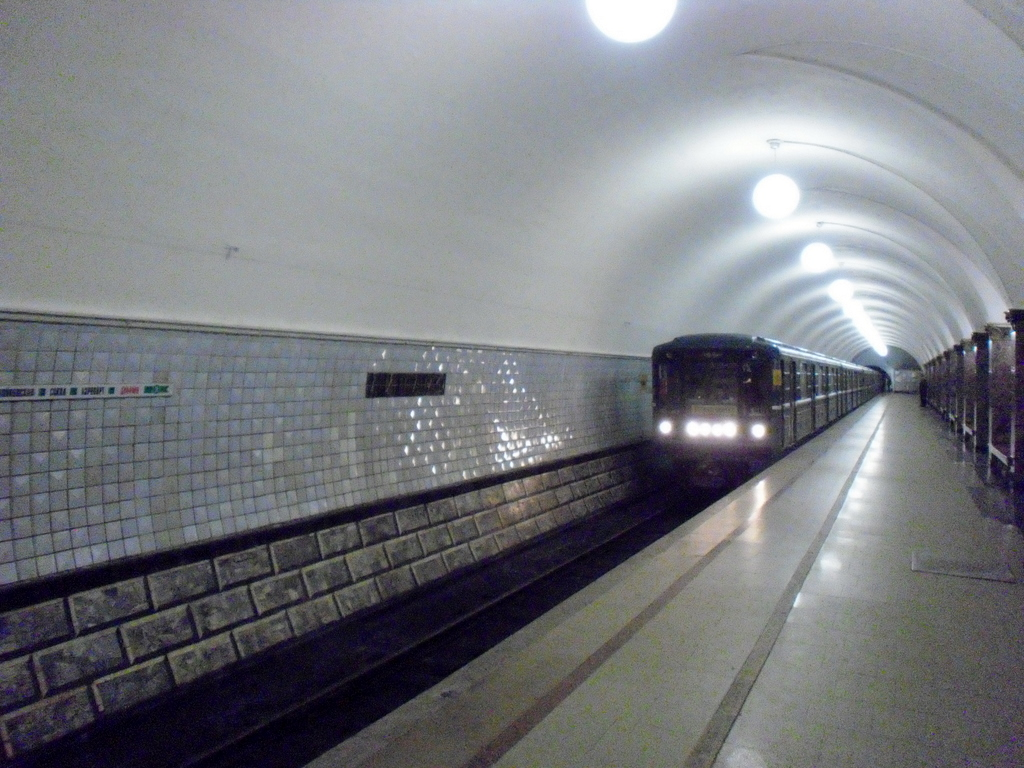
Платформа станции и прибывающий электропоезд 81-717/714

- Диаметр центрального зала 9,5 метров; диаметр боковых залов — по 8,5 метров.
- Пикет ПК51+40,5[43].
- По данным 1999 года, суточный пассажиропоток станции составлял 58 530 человек[44]. Согласно статистическому исследованию 2002 года, пассажиропоток станции составлял: по входу — 52 900 человек, по выходу — 66 600 человек[45].
- Время открытия станции для входа пассажиров — 5 часов 30 минут, время закрытия — 1 час ночи.
- Таблица времени прохождения первого поезда через станцию[46]:

| По чётным числам                | Будние дни | Выходные дни |
| По нечётным числам              | Будние дни | Выходные дни |
| В сторону станции «Аэропорт»    | 05:58:00   | 05:58:00     |
| В сторону станции «Аэропорт»    | 05:58:00   | 05:58:00     |
| В сторону станции «Белорусская» | 05:33:00   | 05:33:00     |
| В сторону станции «Белорусская» | 05:33:00   | 05:33:00     |

## Расположение

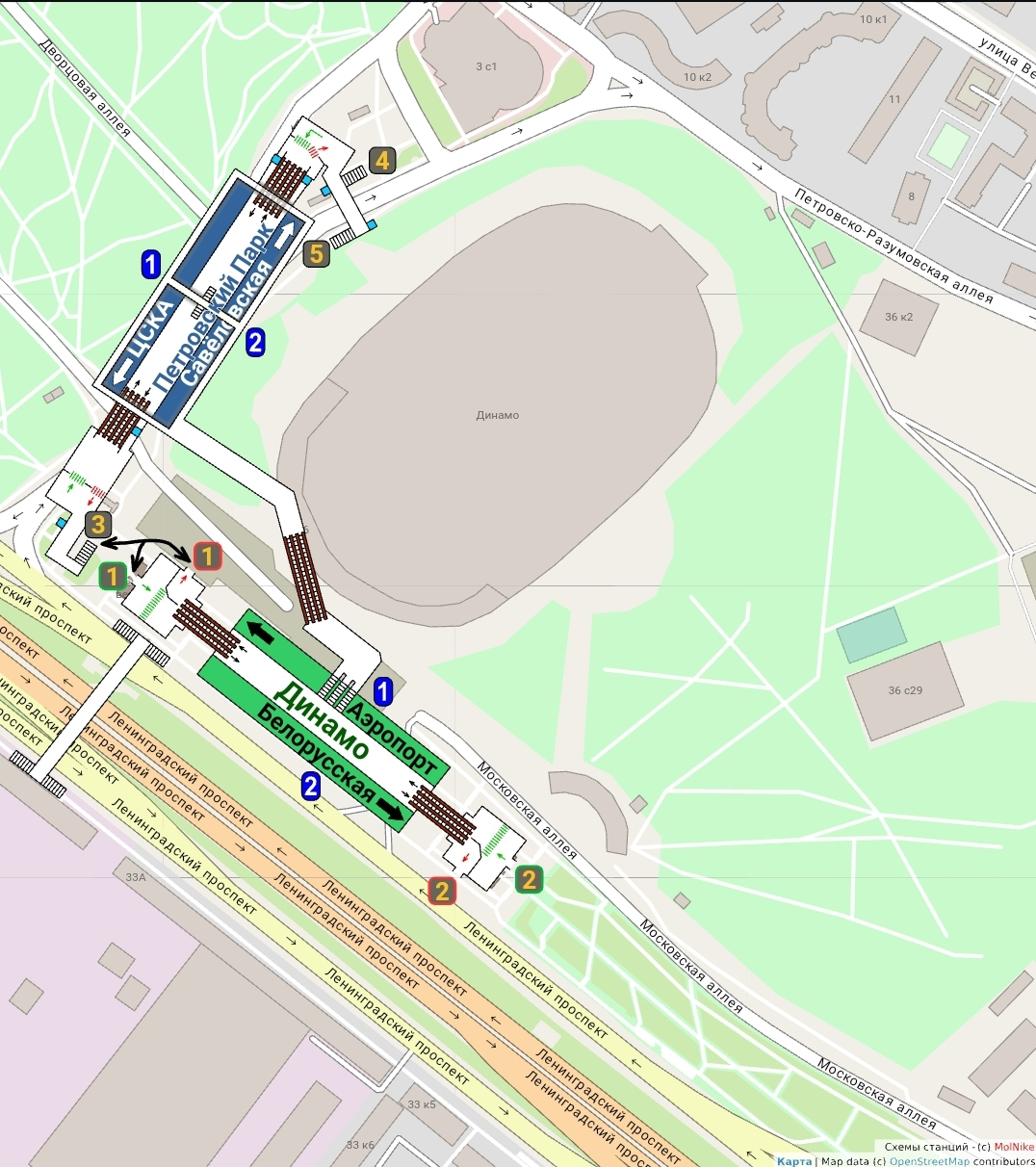
Схема и расположение станций «Динамо» и «Петровский парк» на карте города

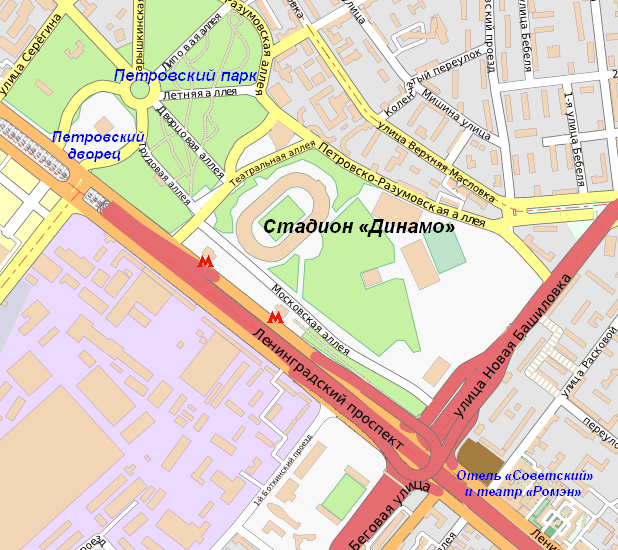
Карта окрестностей станции метро «Динамо» с OpenStreetMap

Станция метро «Динамо» Замоскворецкой линии расположена между станциями «Аэропорт» и «Белорусская». Два наземных вестибюля выходят на чётную сторону Ленинградского проспекта: один у пересечения Ленинградского проспекта с Театральной аллеей (рядом с северной трибуной стадиона «Динамо»); другой рядом с южной трибуной стадиона «Динамо». Около северного вестибюля и в 100 метрах от южного вестибюля расположены подземные пешеходные переходы под Ленинградским проспектом. Расстояние от станции до центра Москвы — 5,3 километра.

### Достопримечательности

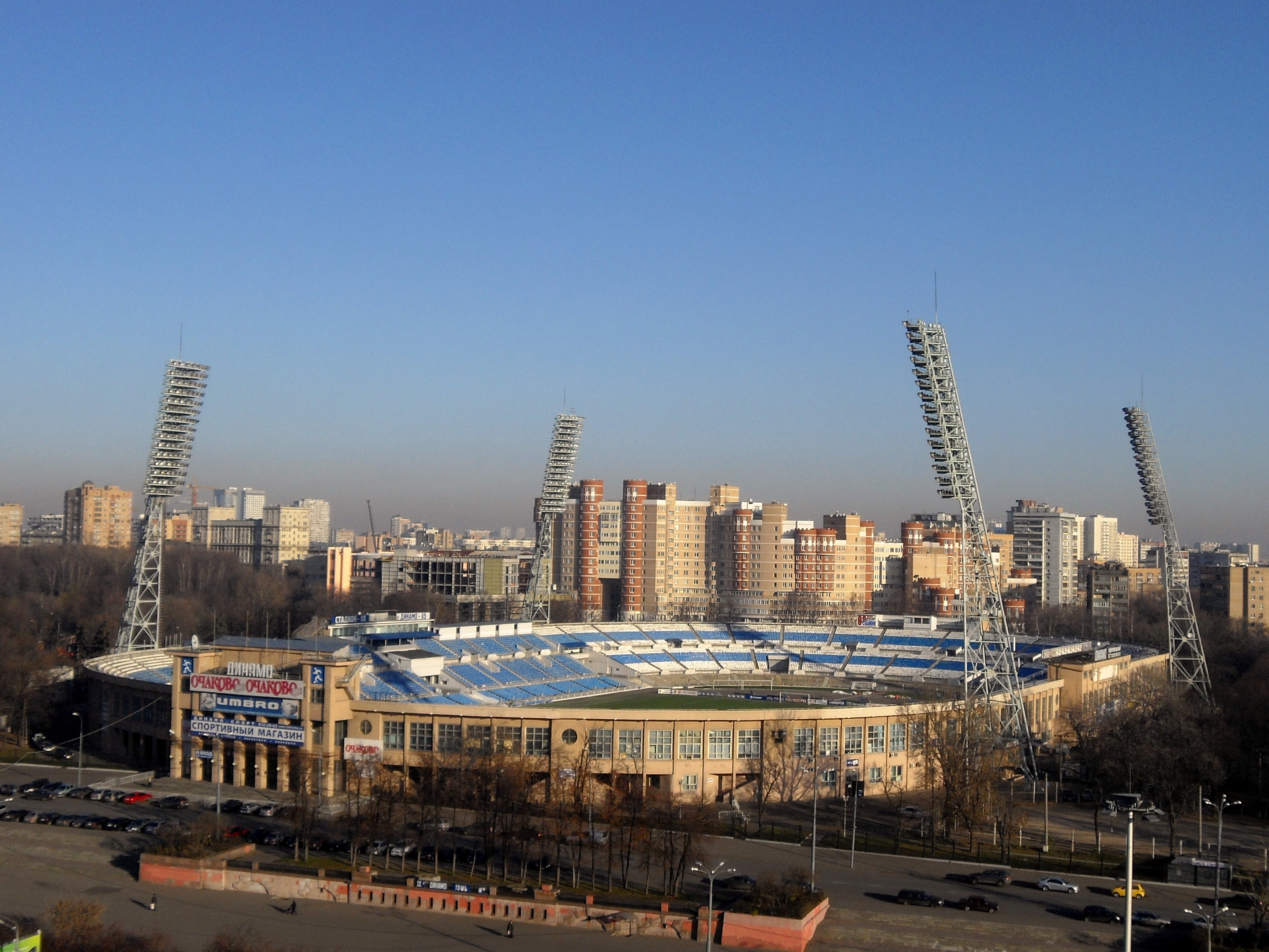
Стадион «Динамо»

- Стадион «Динамо» расположен рядом со станцией. Построен в 1928 году по проекту архитектора Л. З. Чериковера[48]. Вмещал 54 000 зрителей; до конца 1950-х годов был крупнейшим стадионом Москвы[49]. Стадион служит домашней ареной футбольного клуба «Динамо» Москва. В 2009—2019 гг. была проведена реконструкция стадиона под многофункциональный спортивный комплекс ВТБ Арена. Первый матч на хоккейной арене прошёл 4 января 2019 года, а первый футбольный матч — 26 мая[50].
- Петровский путевой дворец находится на Ленинградском проспекте в 450 метрах от северного вестибюля станции. Построен в 1775—1783 годах знаменитым архитектором Матвеем Казаковым по приказу императрицы Екатерины II. Дворец служил резиденцией для царских особ. В архитектуре здания сочетаются элементы неоготики и классицизма[51]. Петровский путевой дворец является памятником архитектуры федерального значения[52].
- Петровский парк площадью 22 гектара расположен около северного вестибюля станции. Создан в 1827 году при Петровском путевом дворце. Парк разделён на несколько частей аллеями, по которым осуществляется автомобильное движение. Петровский парк взят под охрану как памятник садово-паркового искусства[53].
- Городок художников располагается в 400 метрах от станции, сразу за территорией стадиона Динамо, между началом Петровско-Разумовской аллеи и улицы Верхняя Масловка. Архитектурный комплекс, в котором живут и работают художники, строился с 1929 по 1957 год. Городок художников является объектом культурного наследия[54].

### Наземный общественный транспорт
На этой станции можно пересесть на следующие маршруты городского пассажирского транспорта:
- Автобусы: м1, е30, е30к, 110, 132, 207, 318, 319, 322, 356, 384, 384к, 905, т29, т42, т65, т70, т86, н1, н12

## Станция в культуре
Станцию «Динамо» запечатлели на своих полотнах художники А. Лабас и А. Дергилёва.
У станции «Динамо» в пьесе «104 страницы про любовь» (1964 год) драматурга Эдварда Радзинского встречаются герои.
Станция «Динамо» фигурирует в нескольких песнях. В частности, она упоминается в «Песенке о метро» (музыка А. Островского, слова Н. Лабковского, исполняла Мария Миронова, 1950 год), в песне «Любовь моя» группы «Хамелеон» и песне «Мама» группы «Любэ».
Метро «Динамо» упоминается в постапокалиптическом романе Дмитрия Глуховского «Метро 2033». Согласно книге, после ядерной войны на станции были устроены портняжные мастерские.
| - Станция «Динамо» на почтовых марках СССР - 1938 год - 1939 год |